# Expedição Anglo-Egípcia a Darfur

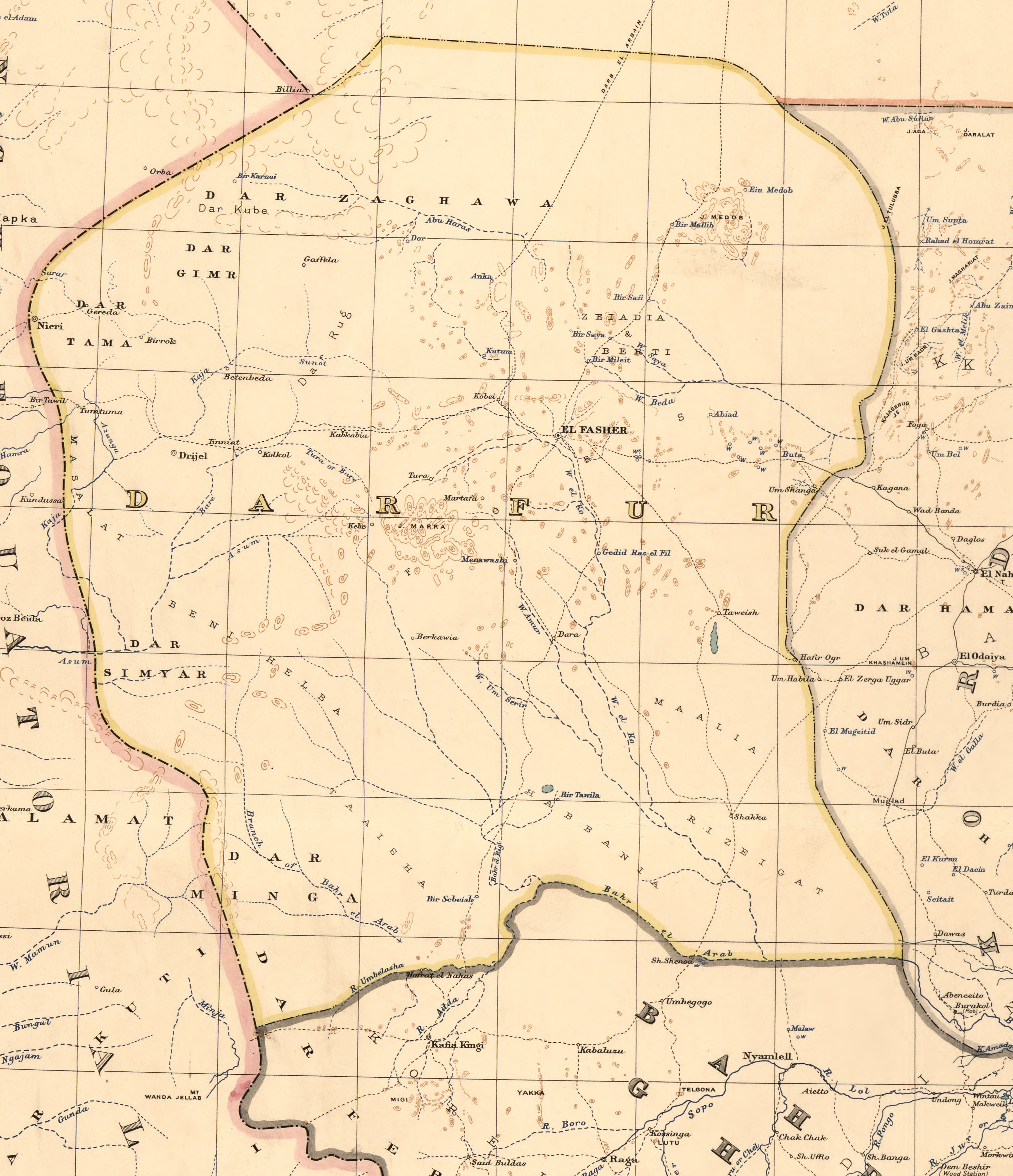

A Expedição Anglo-Egípcia a Darfur de 1916 foi uma operação militar do Império Britânico e do Sultanato do Egito, lançada como uma invasão preventiva do Sultanato de Darfur.
No final do século XIX e início do século XX, Darfur, que significa "terra do Fur", era um país independente, localizado a oeste do Sudão e a leste do que era então a África Equatorial Francesa. Tem o mesmo tamanho que a França e pode ser dividido em três regiões: uma região semi-árida ao norte, com pouquíssima chuva, juntando-se ao deserto do Saara; uma região central dividida em duas pelo vulcão Jebal Marra, que se eleva a 10.000 pés (3.000 m) acima do nível do mar e é cercada por areia e planícies rochosas a leste e oeste; e uma região ao sul que tem um rico tipo de solo aluvial e uma forte precipitação anual.
Com unidades médicas e outras unidades não combatentes, a força totalizava cerca de 2.000 homens. A inteligência reunida apoiou a teoria de que Dinar iria invadir o Sudão, então, em março de 1916, Wingate ordenou que Kelly cruzasse a fronteira e ocupasse Jebel el Hella e Um Shanga. As duas aldeias ofereciam os únicos suprimentos de água permanentes que estavam na estrada para El Fasher, a capital de Dinar.